# Johansen Peak
Johansen Peak är en bergstopp i Antarktis. Den ligger i den centrala delen av kontinenten. Inget land gör anspråk på området. Toppen på Johansen Peak är 3 310 meter över havet.
Terrängen runt Johansen Peak är kuperad västerut, men österut är den bergig. Området är obefolkat. Berget är uppkallat efter Hjalmar Johansen.